# Dipterocarpus alatus

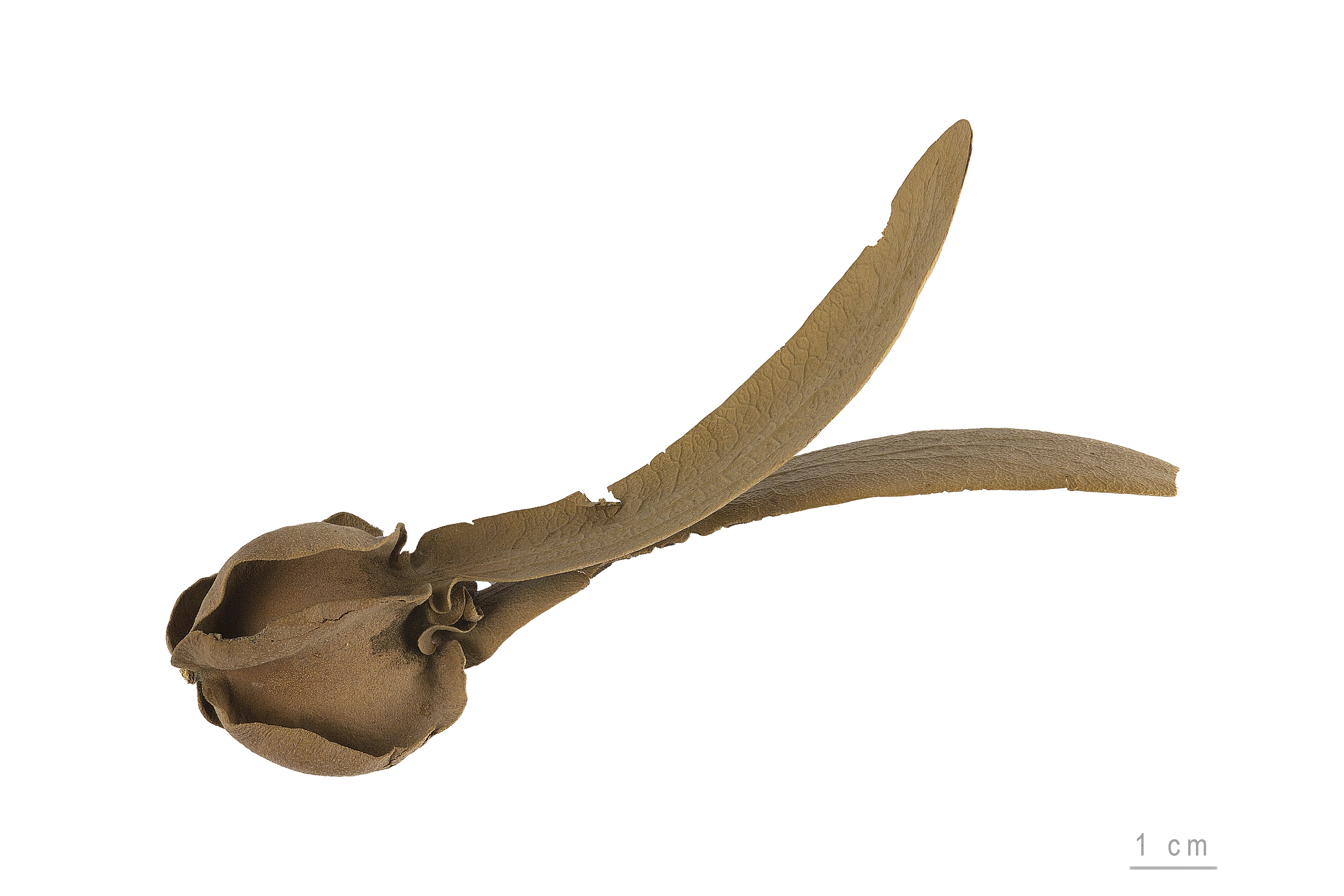
Flügelfrucht von Dipterocarpus alatus

Dipterocarpus alatus ist eine Pflanzenart aus der Gattung der Zweiflügelfruchtbäume (Dipterocarpus) innerhalb der Familie der Flügelfruchtgewächse (Dipterocarpaceae). Diese gefährdete Art ist im tropischen Asien beheimatet und das Holz wird genutzt.

## Beschreibung

### Vegetative Merkmale
Dipterocarpus alatus wächst als immergrüner, mittlerer bis großer Baum, der Wuchshöhen von meist bis über 45 Meter und Stammdurchmesser von bis über 2,5 Meter erreicht. Der gerade, zylindrische Stamm ist bis zu einer Höhe von etwa 20 Meter astfrei.
Die wechselständig an den Zweigen angeordneten Laubblätter sind 2,5 bis 4,5 cm lang gestielt. Die Blattspreite ist bei einer Länge von 9 bis 25 cm und einer Breite von 3,5 bis 15 cm schmal-eiförmig, eiförmig bis elliptisch-länglich mit keilförmiger bis gerundeter Spreitenbasis und spitzem undeutlich kurz zugespitztem oberen Ende. Der Blattrand ist ganz oder wellig gebuchtet. Es sind 11 bis 18 (bis zu 20) Paare von Seitennerven vorhanden. Die Blattoberseite ist spärlich flaumig behaart und die Blattunterseite ist dicht flaumig behaart. Die Nebenblätter sind gräulich-gelb flaumig behaart.

### Generative Merkmale
Die relativ großen, duftenden, zwittrigen Blüten sind radiärsymmetrisch und fünfzählig mit doppelter Blütenhülle. Die fünf haltbaren Kelchblätter sind um den Fruchtknoten, aber nicht mit ihm, röhrig verwachsen. Es sind zwei lange, längliche bis spatelförmige, mehr oder weniger deutlich dreinervige und drei kurze Kelchlappen vorhanden, oder manchmal sind alle kurz. Sie ist. Die fünf relativ großen, länglichen bis schmal-länglichen Kronblätter sind stark verdreht und hängen beim Abfallen lose zusammen. Die cremeweißen Kronblätter besitzen auffällige rote, rosa- oder purpurfarbene, streifige Saftmale bis zum Zentrum der Blüten.
Die Nussfrüchte sind vom haltbaren, kahlen, bei einem Durchmesser von bis zu 8 mm fast kugeligen Kelch umgeben. Dieser Fruchtkelch besitzt fünf Flügel, von denen zwei lang und bis zu 14 cm lang und bis zu 3 cm breit sind, drei kleine sind bis zu 12 mm lang und bis zu 14 mm breit sind.
Die Chromosomenzahl beträgt 2n = 20 oder 22.

## Vorkommen und Gefährdung
Das Verbreitungsgebiet von Dipterocarpus alatus liegt im tropischen Asien: Andamanen, Assam, Bangladesch, Thailand, Kambodscha, Myanmar, Vietnam und seit erkannt wurde, dass auch Dipterocarpus philippinensis nur ein Synonym ist, die philippinische Insel Luzon. Er kommt hauptsächlich in Südostasien vor. Dipterocarpus alatus kommt überwiegend in Höhenlagen zwischen 0 und 500 Meter auf Schwemmboden vor und ist beheimatet in immergrünen und trockenen laubabwerfenden Laubwäldern. In Indo-China und Thailand gedeiht Dipterocarpus alatus gesellig entlang von Flussufern. In Philippinen ist er eine Art in den Dipterocarpus-Wäldern.
In der Roten Liste der gefährdeten Arten der IUCN wird Dipterocarpus alatus als „Endangered“ = „stark gefährdet“ geführt.

## Taxonomie
Die Erstbeschreibung von Dipterocarpus alatus erfolgte 1831 durch William Roxburgh in George Don: A General History of the Dichlamydeous Plants, 1, S. 813. Homonyme sind Dipterocarpus alatus A.DC. (veröffentlicht in Prodromus Systematis Naturalis Regni Vegetabilis, 16 (2), 1868, S. 611) und
Dipterocarpus alatus Roxb. (veröffentlicht in Hortus Bengalensis, or a catalogue ... II, S. 614). Das Artepitheton alatus bedeutet geflügelt und bezieht sich auf die Früchte.
Synonyme für Dipterocarpus alatus Roxb. ex G.Don sind: Dipterocarpus gonopterus Turcz., Dipterocarpus philippinensis Foxw.

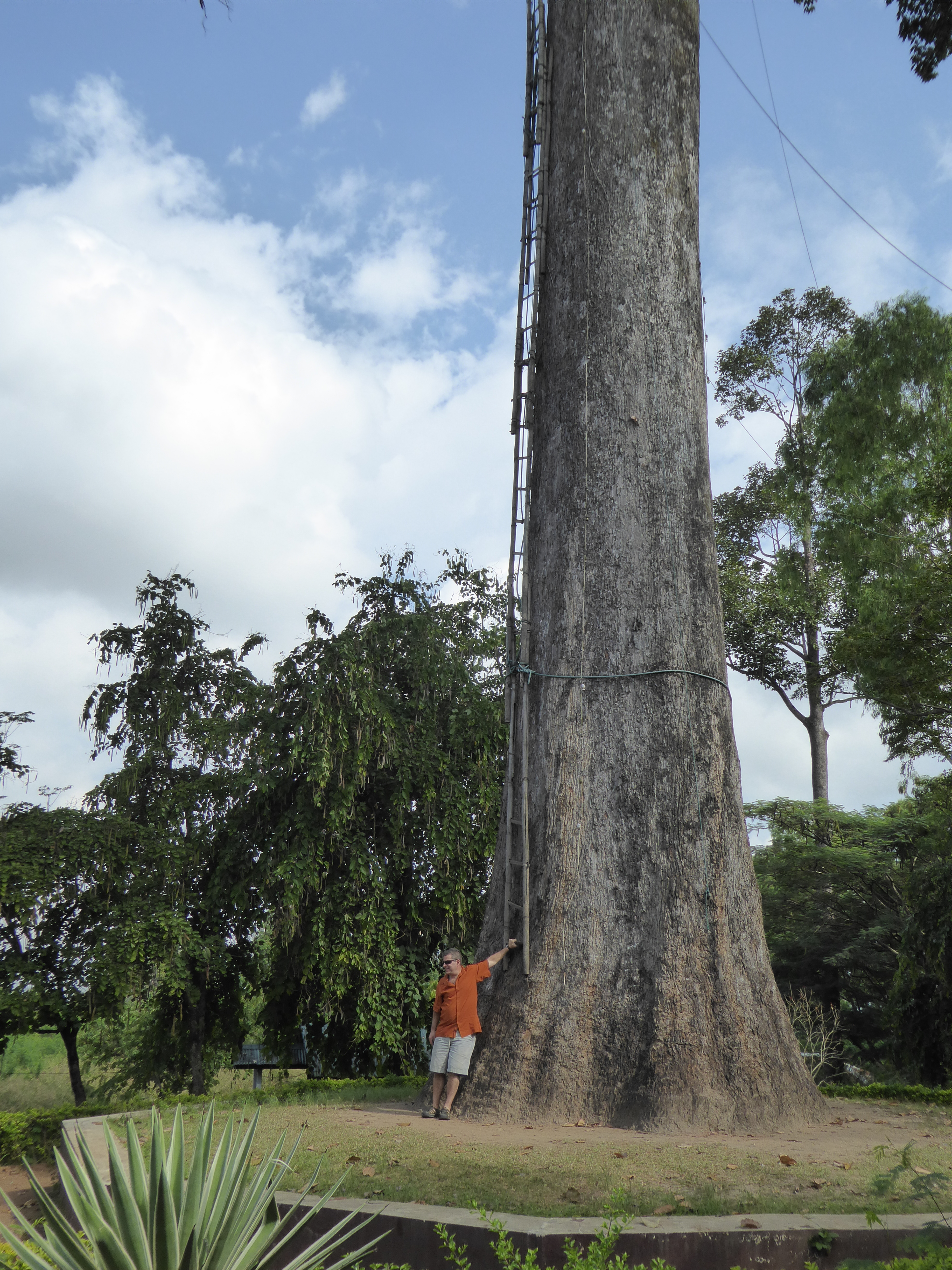
Ein besonders großes Exemplar mit Bambusleiter in Kengtung, Myanmar

## Nutzung
Dipterocarpus alatus gehört zu den wichtigsten holzliefernden Arten der Gattung Dipterocarpus und in Thailand neben Teak eine der wichtigsten Nutzholz-Arten.
Das Harz bzw. Oleoresin wird verwendet, um Körbe und Boote wasserabweisend zu machen. Heute dient es auch zur Herstellung von Farben und Lack. Die Jahresproduktion durch Anzapfen eines Baumes beträgt zwischen 23 und 31 Liter Oleoresin.

## Sonstiges
Der Staub von Dipterocarpus alatus verursacht Hautreizungen.